# Contea di Jerauld
La contea di Jerauld ( in inglese Jerauld County ) è una contea dello Stato del Dakota del Sud, negli Stati Uniti. La popolazione al censimento del 2000 era di 2 295 abitanti. Il capoluogo di contea è Wessington Springs.